# Paolo Galluzzi
Paolo Galluzzi, född 1942, är en italiensk vetenskapshistoriker. 
Paolo Galluzzi disputerade 1968 vid universitetet i Florens. 1979 blev han professor vid universitet i Siena och 1982 blev han chef för det nationella vetenskapshistoriska museet (Museo Galileo - Istituto e Museo di Storia della Scienza) i Florens. 1994 erhöll han professuren i vetenskapshistoria vid universitetet i Florens.
Galluzzi är expert på renässansen och 1600-talet, särskilt Leonardo da Vinci och Galileo Galilei. Han invaldes 2000 som utländsk ledamot av svenska Vetenskapsakademien.

### Tryckt litteratur
- Kungl. Vetenskapsakademiens årsberättelse 2000 (Documenta no. 72). Stockholm: Kungl. Vetenskapsakademien. 2001. sid. 48-49. ISSN 0347-5719 Libris 3682164